# Mario León Dorado
Mario León Dorado (Madrid, 16 de març de 1974) és un sacerdot catòlic espanyol, de l'orde dels Missioners Oblats de Maria Immaculada. Actualment és el prefecte apostòlic del Sàhara Occidental.

## Primers anys
Va néixer a Madrid el 17 de març de 1974. A mesura que va créixer, va decidir que volia dur a terme treball de missió, i va fer els seus vots el 15 de setembre de 1996. Més tard va ser ordenat sacerdot el 2 de juny de 2001 i va exercir durant tres anys a la província de Jaén, amb el desig de ser enviat a exercir en una regió àrab. Això va ser seguit d'una visita a la zona del Sàhara com a estudiant.

## Sàhara Occidental
Després de la finalització del seu ministeri a Jaén fou traslladat a la regió del Sàhara i va començar a aprendre àrab, francès i anglès per tal de servir millor als seus feligresos. Quan va arribar per primera vegada a la zona va ser portat a fer una passejada amb el p. Acacio Valbuena Rodríguez i li va dir "aquests són els seus feligresos, tots els musulmans. Estar amb ells és el que has de fer". El 24 de juny de 2013 fou nomenat pel Papa Francesc com a prefecte apostòlic del Sàhara Occidental, prefectura de la que havia estat administrador des de la renúncia de Rodríguez en 2009. Va prendre possessió del càrrec el 29 de setembre, en una celebració a la catedral de Sant Francesc d'Assís d'Al-Aaiun. Dorado és el tercer prefecte apostòlic a la regió, després de Rodríguez i Félix Erviti Barcelona.
Dorado va descriure als cristians del Sàhara Occidental com a equivalents a estrangers, ja que hi havia al voltant de 600 en una població total de prop de 800.000 al país. Ell té dues esglésies; la Catedral d'Al-Aaiun i una església a Dakhla, així com una capella al port d'Al-Aaiun.